# Grillitschhütte
Die Grillitschhütte (früher auch Schafhütte) ist eine private Schutzhütte und ein Wirtshaus auf der Koralpe im österreichischen Bundesland Kärnten. Sie liegt südwestlich des Moschkogels auf dem Weg zwischen Weinebene und Großem Speikkogel.

## Lage und Umgebung
Die Grillitschhütte steht auf 1707 m ü. A. 1200 Meter über dem Lavanttal bei Frantschach-St. Gertraud. Mit dem Gemeindehauptort ist sie über den Weißwassergraben und den Prössinggraben verbunden. Der Standort befindet sich im zentralen Teil der Koralpe unweit des Hauptkamms, über den die Grenze zur Steiermark verläuft. Ein namenloser Sattel (1748 m) wenige Gehminuten östlich der Hütte trennt den Moschkogel (1916 m) im Norden von der Hühnerstütze (1989 m) im Süden. Im Westen erhebt sich mit dem Sprungkogel (1868 m) ein weiterer, jedoch nicht durch Wanderwege erschlossener Gipfel. Am einfachsten erreichbar ist die Grillitschhütte in rund einer Stunde von der Weinebene, der Reihalm sowie vom Feriendorf Koralpe.

## Geschichte

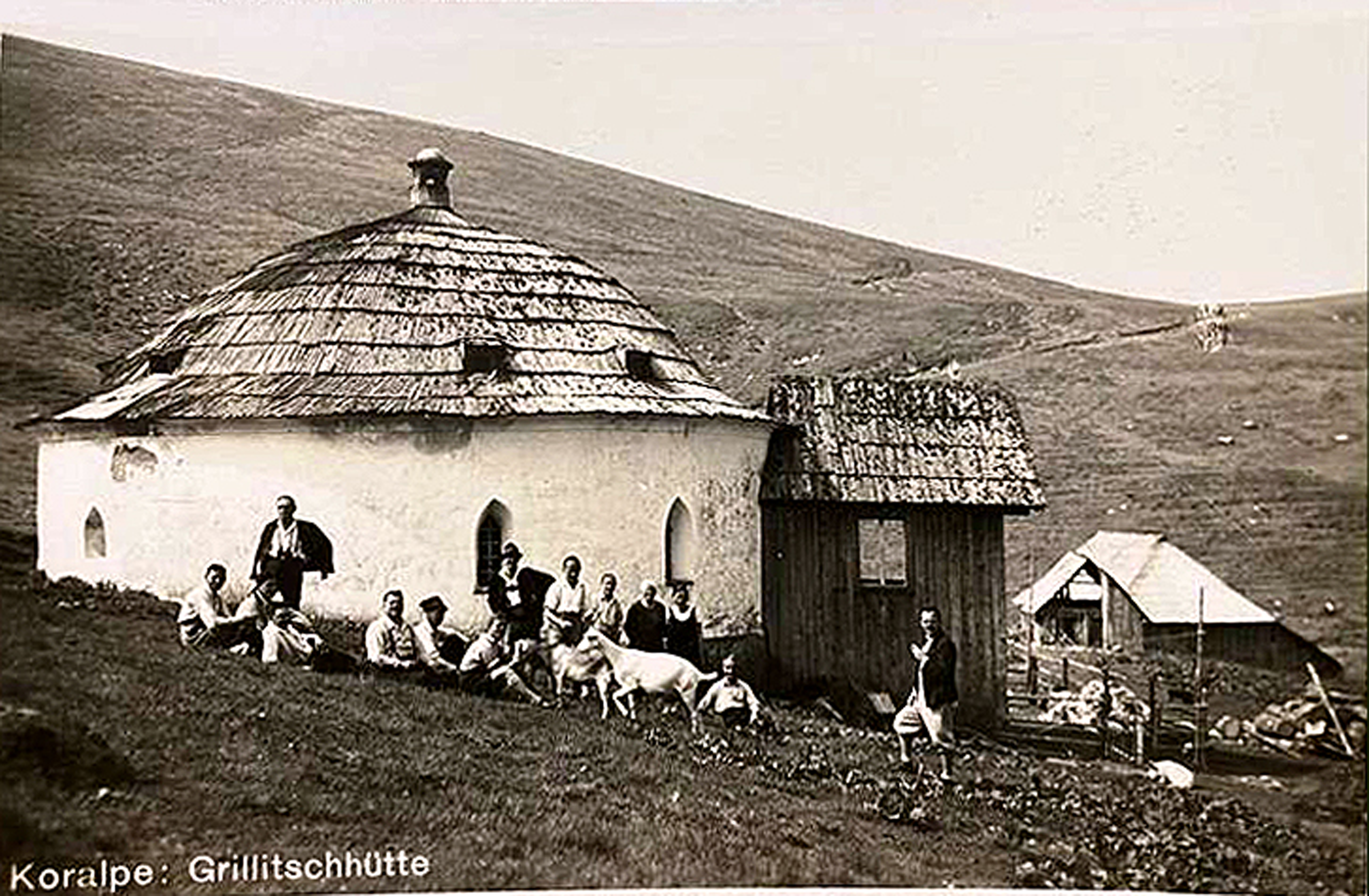
Die (Schaf-)Grillischhütte um 1960

Weil die umliegenden Almflächen ursprünglich als Schafhalt für rund 400 Tiere dienten, bürgerte sich für das Gebäude der Name Schafhütte ein. Ein Vorgängerbauwerk der heutigen Hütte, die sogenannte Wolfspergische Schofhütten, lag an einem Saumpfad und war in den Pestjahren zwischen 1713 und 1716 als bedeutender Wachposten mit sechs Mann besetzt. Der charakteristische kalkweiße Rundbau mit gotisch anmutenden Fenstern und einer mit Holzschindeln gedeckten Kuppel wurde 1845 durch die Familie Grillitsch von Gut Grafenhof in Wolfsberg errichtet. Aufgrund wachsender Besucherzahlen musste der Bau mehrfach erweitert und renoviert werden. Das Dach wurde zuletzt 2014 mit Lärchenschindeln neu eingedeckt.
1924 beschrieb Ignaz Purkarthofer einen Aufenthalt in der Hütte wie folgt: 

„Für die Nacht gewährt uns die Grillitschhütte gastlichen Schutz: sie steht (…) auf Kärntner Boden, und die Laune des Erbauers hat ihr eine absonderliche Form gegeben: den runden, von gotischen Fenstern durchbrochenen Unterbau schließt eine Kuppel ab. Mit ihrem kalkweißen Mauerwerk und der grauen Schindeldachung ruht sie, fremdartig, orientalisch anmutend, im Schoße der dunklen Weiden und in der lautlosen Kühle der Bergnacht, während droben die totenstillen Sterne ziehen.“

Durch die intensive Beweidung mit Schafen und Kühen seit Mitte des 19. Jahrhunderts wurde die Waldgrenze um die Grillitschhütte künstlich herabgesenkt. Vergleiche alter Ansichtskarten mit rezenten Fotografien zeigen, wie sich die Vegetation im Laufe der Zeit entwickelt hat. War die Pflanzendecke um 1900 noch gleichmäßig kurz, lässt sich für das Jahr 1950 erstmals eine Verringerung des Beweidungsdrucks feststellen, die sich in der Wiederansiedlung einzelner Bäume bemerkbar macht. 2005 wuchsen bereits wieder zahlreiche Bäume und Baumgruppen am Südwesthang des Moschkogels.

## Tourismus
Die Grillitschhütte liegt unweit des Nord-Süd-Weitwanderweges, der den Nebelstein mit Eibiswald verbindet.

### Zugang zur Hütte
- von der Weinebene (1668 m): 1 Stunde
- vom Parkplatz Reihalm (1540 m): 1 Stunde
- vom Feriendorf Koralpe (1620 m): 1¼ Stunden
- vom Alpengasthaus Sonnhof (1615 m): 2½ Stunden
- von Glashütten (1274 m): 2½ Stunden
- von der Hebalm (1420 m): 4 Stunden
- von Wolfsberg (463 m): 5½ Stunden
- von der Soboth (1347 m): 6 Stunden

### Übergang zu anderen Hütten
- Bärntalhütte (1629 m): 20 Minuten
- Großhöllerhütte (1790 m): 25 Minuten
- Grünangerhütte (1575 m): 40 Minuten
- Gösler Hütte (1639 m): 1 Stunde
- Koralpenhaus (1966 m): 1½ Stunden (durch das Große Kar und über den Steinschneider)
- Brendlhütte (1566 m): 3½ Stunden

### Tourenziele
- Moschkogel (1916 m): 30 Minuten
- Hühnerstütze (1989 m): 45 Minuten
- Seespitz (2066 m): 1¼ Stunden
- Großer Speikkogel (2140 m): 1½ Stunden